# Phare de Capo Murro di Porco
Le phare de Capo Murro di Porco (en italien : Faro di Capo Murro di Porco) est un phare situé au bout de la péninsule de La Maddalena qui se trouve sur le territoire de la commune de Syracuse dans la mer Ionienne, dans la province de Syracuse (Sicile), en Italie.

## Histoire
Le phare a été mis en service en 1871 sous le royaume des Deux-Siciles. Le phare est entièrement automatisé et alimenté sur le réseau électrique. Il est géré par la Marina Militare.
Il se trouve sur l'Area marina protetta Plemmirio, une Aire spécialement protégée d'importance méditerranéenne.

## Description
Le phare  se compose d'une tour décagonalo-conique de 20 m de haut, avec galerie et lanterne, attachée à une maison de gardien d'un étage. La tour est blanche et le dôme de la lanterne est gris métallisé. Il émet, à une hauteur focale de 34 m, un éclat blanc toutes les 5 secondes. Sa portée est de 17 milles nautiques (environ 31 km) pour le feu blanc et 10 milles nautiques pour le feu de réserve.
Identifiant : ARLHS : ITA-029 ; EF-2910 - Amirauté : E1876 - NGA : 10240 .

## Caractéristiques dufeu maritime
Fréquence : 5 secondes (W)
- Lumière : 1 seconde
- Obscurité : 4 secondes

|                           |
| Péninsule de La Maddalena |

|          |
| Le phare |

### Lien connexe
- Liste des phares de la Sicile